# アレナ・メヒコ
座標: 北緯19度25分29秒 西経99度9分7秒 / 北緯19.42472度 西経99.15194度
アレナ・メヒコ（Arena Mexico）は、メキシコのメキシコシティに所在する屋内競技場。

## 歴史
1956年4月27日、それまで使用されていたアレナ・モデロに代わる競技場として開場。CMLLが所有しており、アレナ・コリセオと並ぶ「ルチャリブレ2大聖地」とされている。メキシコ修業に訪れた日本人プロレスラーも多数、この試合会場に上がっている。
1968年、メキシコシティオリンピック開催されてボクシング競技の試合会場になった。その後、ボクシングでもビッグマッチが多く開催されている。
CMLLの本拠地として毎週火曜と金曜に定期的にルチャリブレ大会が開催されている。
1985年9月19日、メキシコ地震が発生して施設の一部が被害を受けた。その後、修復されて現在もメキシコを代表するルチャリブレの試合会場として使用されており、CMLL以外にもリーガ・エリーテ、闘龍門MEXICOの興行にも使用されている。
2013年9月、ルチャリブレ80周年を記念して玄関ホールの上にルチャリブレをモチーフにした大壁画を設置。
2017年5月、客席が一部改装されて大型ビジョン向正面にスポーツバー&グリル・Freedomがオープン。

## アクセス
メキシコシティ地下鉄1号線クワウテモック駅またはメキシコシティ地下鉄3号線バルデラス駅下車。